# ألكسندر هولمان
ألكسندر هولمان (بالإسبانية: Alexander Hollman)‏ هو لاعب كرة قدم أرجنتيني في مركز الدفاع، ولد في 10 يونيو 1993 في María Grande ‏ في الأرجنتين. لعب مع أتلتيكو باتروناتو.

## وصلات خارجية
- ألكسندر هولمان على موقع قاعدة بيانات كرة القدم.إي يو (الإنجليزية)
- ألكسندر هولمان على موقع Soccerway.com (الإنجليزية)